# Francesco Cavalieri
Francesco Fagiolini (Pontedera, Toscana;  23 de septiembre de 1989), más conocido como Francesco Cavalieri, es un cantante italiano de Heavy Metal, conocidoo por ser el vocalista de la banda de power metal, Wind Rose, y exvocalista del grupo Fairyland.

## Carrera
Desde muy chico siempre supo que quería dedicarse a la música, siendo consciente de tener una voz privilegiada decidió centrarse desde joven al estudio del canto. Comenzó a introducirse al género de metal influenciado por bandas como Symphony X, Turisas, Wintersun, Blind Guardian, y Avantasia.
En 2009 se une a la agrupación italiana, Wind Rose. Esta sería la banda que le daría reconocimiento mundial, aunque sus primeros álbumes no tuvieron gran repercusión.
En 2015, al enterarse de que la aclamada banda de power metal francesa, Fairyland, estaba en busca de nuevo vocalista, decide contactar al entonces líder de dicha agrupación, Phil Giordana. Cavalieri le manda un video interpretando el tema “Paradise Lost” de Symphony X y rápidamente es contratado por Giordana como nuevo vocalista de Fairyland.
En 2017, Cavalieri es invitado a ser parte del grupo griego Mythodea, aunque desde entonces no hubo más noticias al respecto. En 2019, participa como vocalista en el EP del músico Mirko Capitani titulado The Cage.
Dada la cresciente popularidad de Wind Rose a finales de la década de 2010. Cavalieri decide dejar Fairyland poco después de haber estrenado el álbum Osyrhianta en 2020, para poderse dedicar completamente a Wind Rose.

## Discografía

### Wind Rose[8]
- 2010: Demo 2010 (Demo)
- 2012: Shadows Over Lothadruin
- 2015: Wardens of the West Wind
- 2017: Stonehymn
- 2019: Wintersaga
- 2022: Warfront

### Fairyland
- 2020: Osyrhianta

### Capitani
- 2019: The Cage (EP)